# Ångertjärnen, Hälsingland
Ångertjärnen är en sjö i Söderhamns kommun i Hälsingland och ingår i Skärjåns huvudavrinningsområde.